# نوكيا 9300
نوكيا 9300 هو هاتف ذكي سلسلة نوكيا 80 سيمبيان تم طرحه في عام 2004. يتم استخدامه كهاتف محمول عادي
رغم أنه ضخم في الوضع المغلق، عندما يتم قلبه مفتوحًا، يمكن استخدامه مثل حاسوب محمول صغير جدًا بشاشة 640×200. يحتوي الهاتف أيضًا على وظيفة مكبر الصوت، والتي يتم تنشيطها تلقائيًا عندما يكون الهاتف مفتوحًا. مشغل إم بي 3 مدمج أيضًا في الهاتف.
تم إصدار نوكيا 9300 بعد فترة وجيزة من نوكيا 9500 كوميونيكيتور.
على الرغم من تشابهه الشديد مع 9500 كوميونيكيتور، إلا أن هذا الطراز الأقل تكلفة لم يتم تسويقه رسميًا تحت اسم كوميونيكيتور بواسطة نوكيا.
في الولايات المتحدة، تم بيع 9300b من خلال قسم الأعمال في سينجيولار.
نوكيا 9300i هو إصدار محدث مع إمكانية واي-فاي.

## الاختلافات من كوميونيكيتور 9500
- أصغر-132 × 51 × 21 ملم مقارنة بـ 9500 × 148 × 57 × 24 ملم.
- شاشة أصغر فعليًا بدقة 9500 يمكن إمالتها بالكامل 180 درجة.
- لا توجد شبكة واي-فاي، إلا في 9300i.
- لا توجد كاميرا مدمجة.
- بطارية أصغر-بطارية BP-6M 970mAh (التعديلات اللاحقة من BP-6M هي 1100mAh) مقارنة بـ 9500's 1300mAh BP-5L.
- لا يحمل الاسم التقليدي «كوميونيكيتور».

بخلاف التغييرات المذكورة أعلاه، فهو من الناحية الفنية هو نفسه 9500، مع نفس المعالج 150 ميجاهرتز، وقدرة بطاقة ذاكرة، ونفس مقدار الذاكرة ونفس دقة الشاشة وعمق الألوان. يعمل كلا الهاتفين على نفس الإصدار 7 من نظام التشغيل سيمبيان.

## الاختلافات في خط 9300

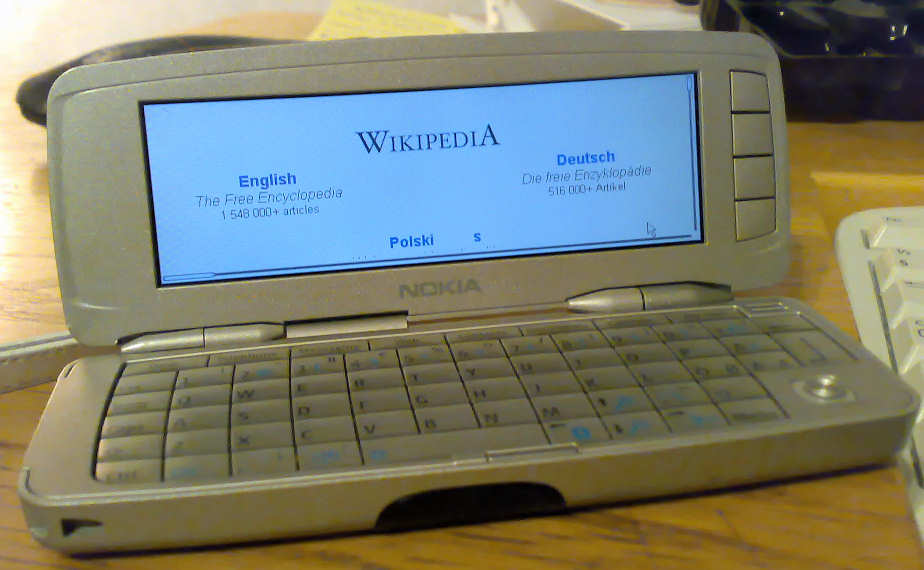
نوكيا 9300

9300 هو الإصدار العالمي، مع 900 ميجاهرتز و1800 ميجاهرتز، بالإضافة إلى 1900 ميجاهرتز لأمريكا الشمالية. 9300b هو طراز أمريكا الشمالية، مع أجهزة راديو 850 ميجاهرتز و1900 ميجاهرتز، بالإضافة إلى 1800 ميجاهرتز للسفر حول العالم. سيعمل كل من 9300 و9300b في الولايات المتحدة، ولكن في الولايات المتحدة، يتفوق 9300b على 9300 في قدرته على العمل في مناطق ذات تغطية خلوية ضعيفة.
يمكن للمرء التمييز بين 9300 و9300b من خلال النظر إلى الجزء الخلفي من الهاتف. يحتوي الموديل 9300b على جزء بجوار غطاء البطارية يتم رفعه بمقدار 2 مم تقريبًا (1/16 بوصة). رقم الطراز محدد على الملصق الموجود أسفل البطارية. يقول الملصق الموجود على 9300 تم بيعه في ألمانيا: "طراز نوكيا: 9300 نوع RAE-6". على 9300b المباعة في الولايات المتحدة، يقرأ الملصق: نوكيا موديل 9300 / ب النوع: RA-4 "وعلى 9300i بيعت في ألمانيا تقرأ: نوكيا موديل 9300i النوع: RA-8. بدلاً من ذلك، يمكن للمرء كتابة *#0000# في لوحة مفاتيح غطاء الهاتف في وضع الاستعداد لعرض رقم الطراز.
يستعيد خليفة 9300، نوكيا 9300i، قدرة واي-فاي دون إضافة كاميرا. يتوفر 9300i فقط مع أجهزة الراديو 900 ميجاهرتز و1800 ميجاهرتز و 1900 ميجاهرتز. للأسف، لم يتم إنتاج نسخة من 9300i بقدرة راديو 850 ميجاهرتز في أي جزء من العالم. أحدث إصدار رسمي للبرنامج الثابت هو 6.27 (تم إصداره في يوليو 2006).
تشمل جميع المتغيرات لجهاز 9300 متعدد الملفات الشخصية بلوتوث وأشعة تحت الحمراء للتشغيل البيني ومتصفح الويب أوبرا ومتوافق مع بروتوكول مكتب البريد/ بروتوكول الوصول إلى رسائل الإنترنت/ بلاك بيري ملقم المؤسسة/خدمة الرسالة القصيرة/خدمة رسائل الوسائط المتعددة البريد الإلكتروني وعميل المراسلة، والقدرة على الإنشاء والقراءة والكتابة وتحرير ملفات وورد وإكسل وباور بوينت الأصلية. تعمل الشاشة الخارجية الموجودة أعلى لوحة الاتصال المكونة من اثني عشر مفتاحًا الموجودة على الجزء الخارجي من الهاتف على تشغيل تطبيقات سلسلة 40، لذلك يمكن إجراء الرسائل النصية والوظائف البسيطة بيد واحدة دون فتح الغطاء. يوجد خيار "T9" أثناء المراسلة. لا يمكن قفل لوحة المفاتيح الخارجية تلقائيًا إلا إذا تم تعيين رمز إلغاء القفل. يمكن إيقاف تشغيل راديو الهاتف المحمول أثناء السماح بتشغيل التطبيقات للاستخدام أثناء الطيران.
تتوفر مجموعة واسعة من تطبيقات الطرف الثالث لتحسين سلسلة 9300 من خلال مواقع ويب متعددة. يعمل جهاز 9300 أيضًا على تشغيل تطبيقات جافا ولكن بعضها غير متوافق مع الشاشة الكبيرة والعريضة، بحيث يتم تشغيل العديد من ألعاب جافا الحالية، ولكن لا تستخدم سوى الزاوية العلوية اليسرى من الشاشة.

## روابط خارجية
- Nokia USA
- Bluetooth Qualification Program specifications for 9300/9300b